# Fabrique de verre
 (février 2018).
La fabrique de verre (en allemand, « die gläserne Manufaktur ») est une usine automobile (Volkswagen) et un centre culturel, localisé à Dresde et propriété de la société par actions Volkswagen. 
Fin décembre 2011, on comptait 515 employés sur le site. Depuis avril 2017, il y en a environ 300, dont 125 ouvriers.

## Lieu
La fabrique se situe dans le quartier Seevorstadt-Ost/Grosser Garten, proche du centre baroque de Dresde. Elle constitue la partie nord-ouest du Grand Jardin, jusqu’à la place de Strasbourg.
Au sud-est du site se situe la zone des jardins botaniques.

## Histoire

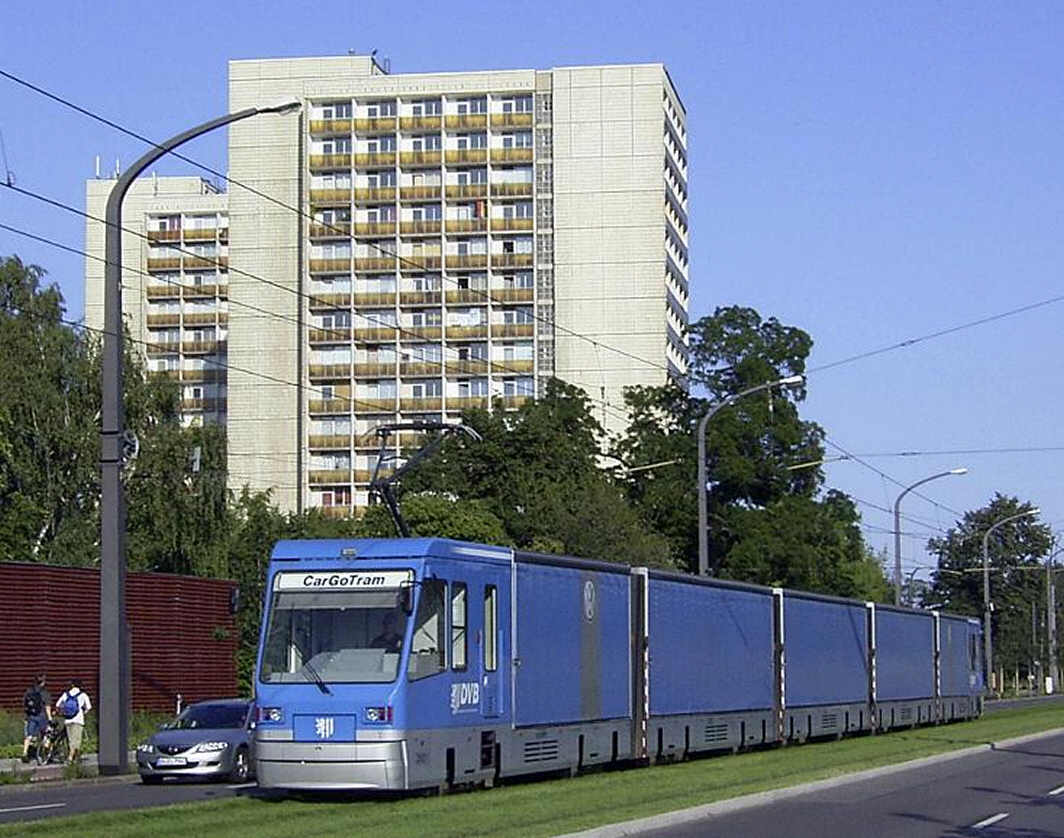
CarGo Tram

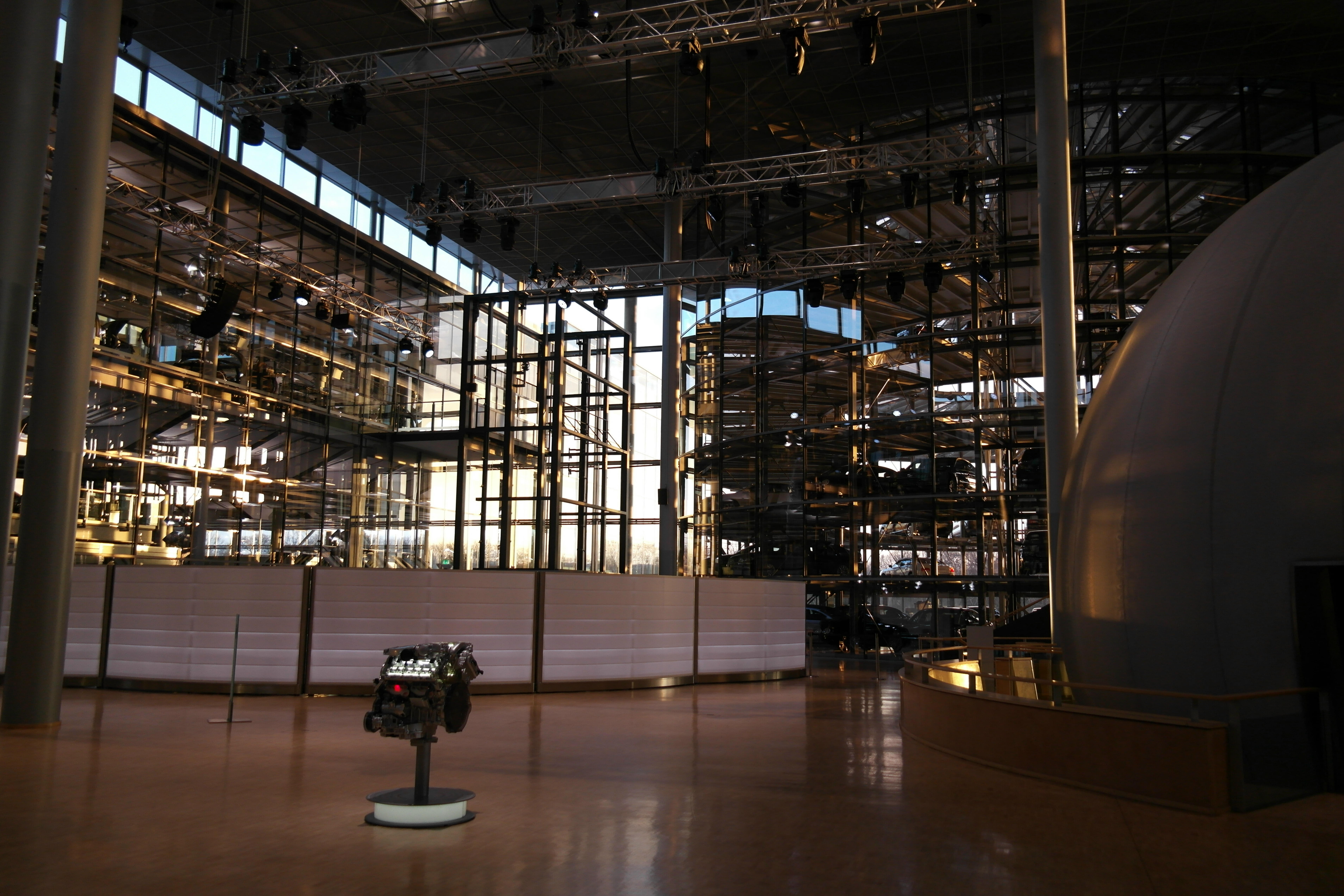
Etage supérieur - Orangerie

### Implantation
Sur le terrain de la Fabrique de verre se trouvait la zone urbaine d’exposition avec le bâtiment sphérique et le planétarium urbain (et plus tard le centre d’exposition Fucikplatz).
L'installation fut conçue par le cabinet d’architecture Gunter Henn. Lors de la phase de planification, la construction de la fabrique a été sujet de débats, à cause de la situation géographique de la zone, à proximité des grands jardins. Les associations de protection de l’environnement ont protesté contre la construction de ce projet. Ce sont surtout les transports par camion qui ont été l’objet des critiques, car les automobiles devaient être transportées par camion du site vers le centre-ville. Volkswagen a donc proposé de faire transporter sa marchandise par le tramway, à l’exception de la carrosserie. 
Les défenseurs des animaux quant à eux condamnaient la façade en verre qui pouvait nuire aux oiseaux, et les architectes dénonçaient la disharmonie du bâtiment avec l’architecture baroque du centre-ville. L'ancienne gare fût remplacée par une nouvelle gare, dont l’architecture est en accord avec le design de la fabrique de verre.
Une pétition avait rassemblé 17 600 signatures contre la fabrication de l’usine, chiffre insuffisant pour changer la décision. Pour l’inauguration du 27 juillet 1999, le président du conseil d’administration de Volkswagen Ferdinand Piëch, le chancelier Gerhard Schröder et le président des ministres Kurt Biedenkopf sont réunis pour poser la dernière pierre de l’édifice.

### Mise en service
La fabrique de verre fut mise en service le 19 mars 2002. En dehors des installations de production, le bâtiment est également un lieu de gastronomie et de culture. La visite était ouverte au public, jusqu’au 23 mars 2002. La production commença déjà avant l’ouverture officielle du site. C'est Ferdinand Piëch (président du conseil d’administration et Gerhard Schröder (alors chancelier)) qui donnèrent le coup d’envoi le 11 décembre 2001. Wolkswagen a commandé et fait circuler deux CarGoTram pour le transport des pièces jusqu'à l'usine.
L’usine fût conçue pour la production du modèle Volkswagen Phaeton et propose aux clients et visiteurs un coup d’œil sur le montage final des véhicules.
Parce que la filiale Bentley, basée à Crewe en Angleterre, ne pouvait pas momentanément répondre à la forte demande de ses modèles, le montage du Continental Flying Spur fut délocalisée dans l’usine de Dresde de milieu 2005 à fin 2006.
L’usine de Zwickau est chargée de fabriquer la carrosserie des Bentley et des Phaeton.

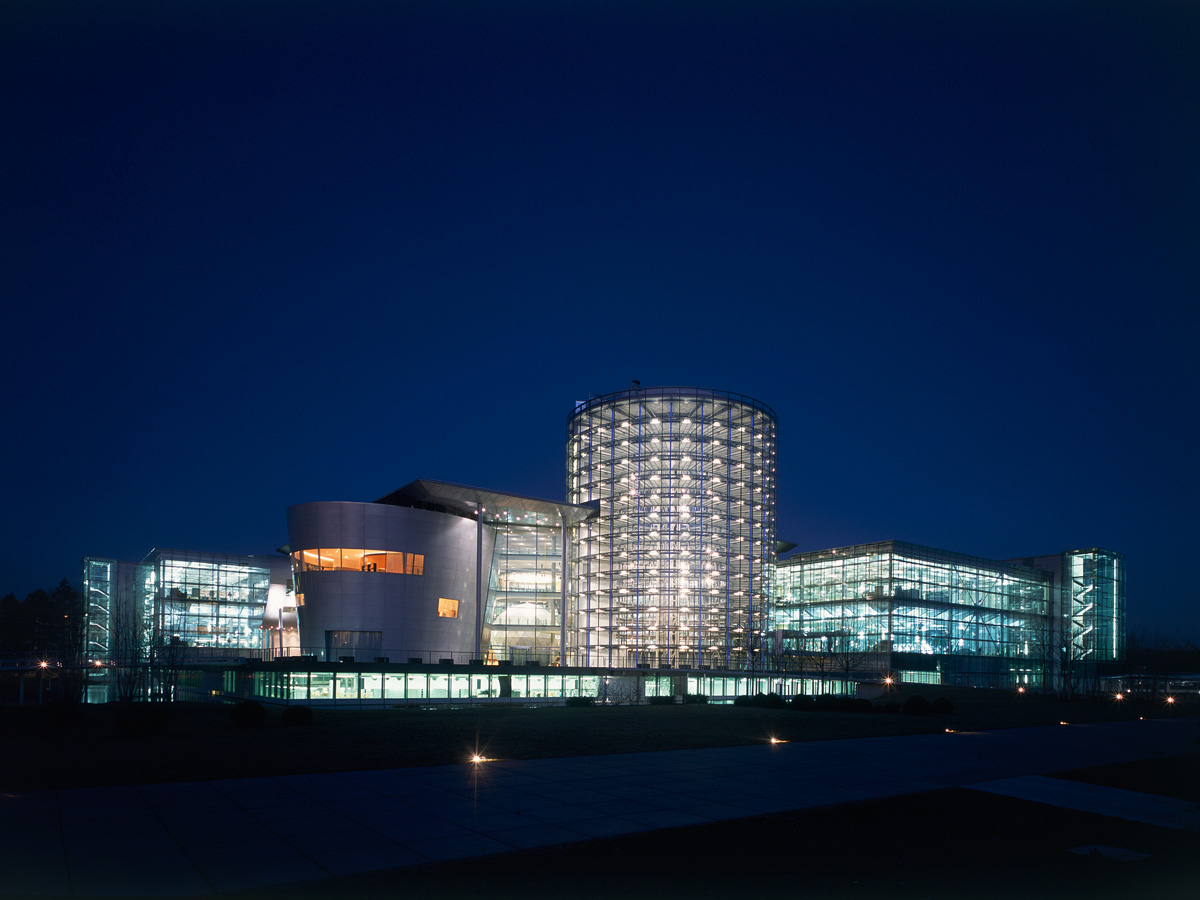
La fabrique de verre de nuit

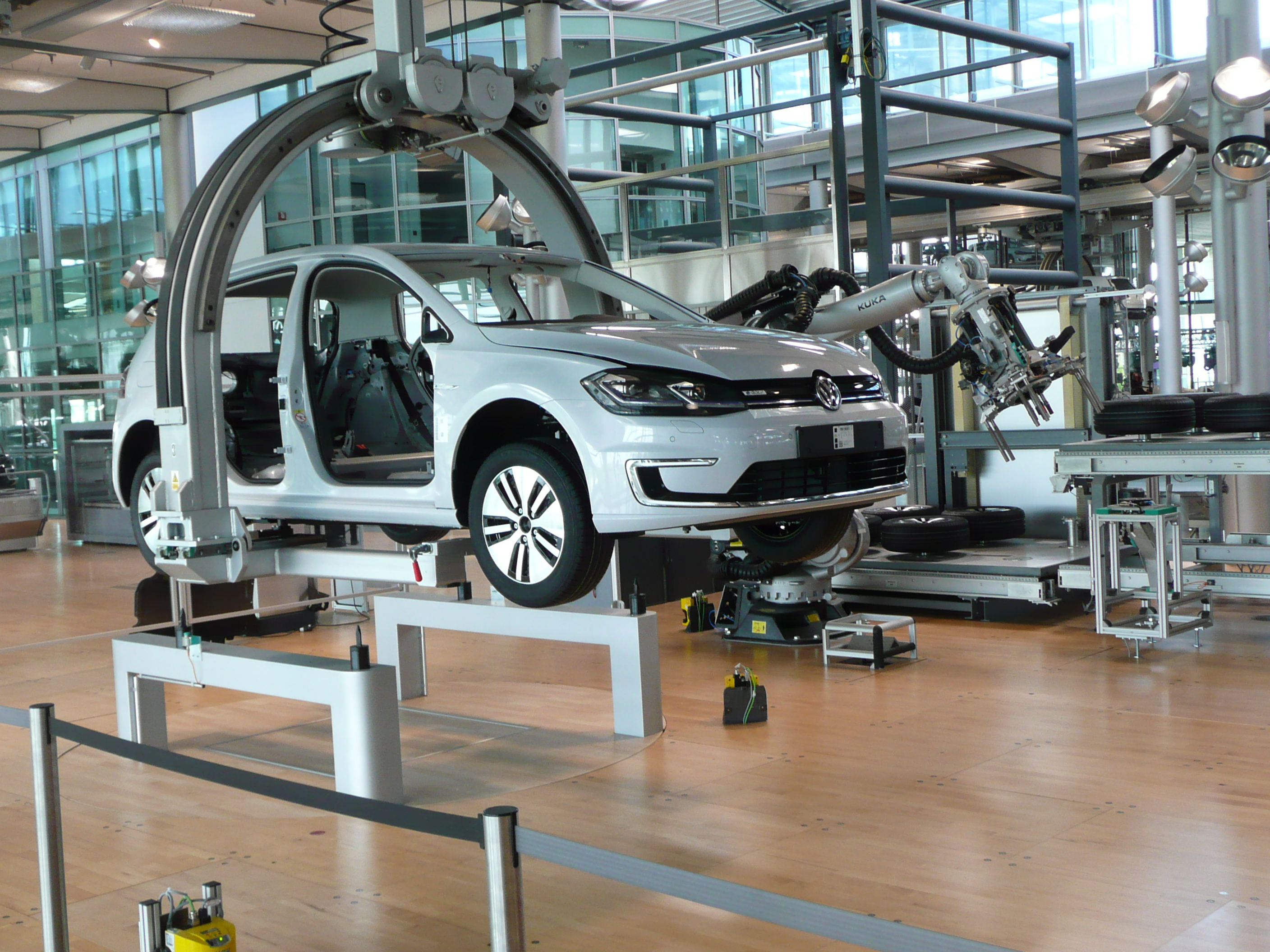
Poste de travail robotisé, au montage des roues de la e-golf

Comme la demande de Phaeton a baissé en 2013, la production de la Bentley a repris en petite quantité.
Le 1er janvier 2012, Andreas Schmidt prend la direction du site. il était avant cela le directeur de l’assurance qualité de l’usine de Zwickau et supervisait dans le même temps la production et la qualité des carrosseries des modèles Phaeton et Bentley de Zwickau. C’est dans le cadre de cette dernière fonction qu’il écrivait les rapports sur l'usine au porte parole de la direction générale de Volkswagen saxon de Zwickau.

### Restructuration
Après que la production du Phaeton a été stoppé le 18 mars 2016, s’ensuit une restructuration de la fabrique et une réouverture en tant que lieu d’exposition sur l’électromobilité et sur la numérisation le 8 avril 2016.
Le modèle e-Golf est fabriqué depuis le 3 avril 2017 à Dresde. Pour parvenir à ce but, d’autres mesures de restructuration ont été nécessaires depuis novembre 2016.
Dans le cadre de la relance de la production, environ 300 des 500 anciens employés ont été réengagés, dans la fabrique de verre. Ceux-ci avaient pour la plupart été employés dans d’autres usines de Volkswagen, en particulier à Zwickau.

## Dans la fiction
Dans l’épisode  « œil pour œil »  de la série policière Tatort de la MDR, qui fut diffusé pour la première fois le 12 novembre 2017, le bâtiment administratif sert de coulisse pour le siège de la société d’assurance « Alva ».